# Emil Merker
Emil Merker (* 7. April 1888 in Mohr bei Podersam; † 23. Juli 1972 in Ebratshofen) war ein sudetendeutscher Schriftsteller.

## Leben
Emil Merker besuchte das Gymnasium in Komotau, dann die Universität in Prag, um Naturwissenschaften zu studieren und promovierte zum Dr. phil. Nach vierjähriger Assistentenzeit wirkte er 20 Jahre lang als Professor an der Höheren Deutschen Forstlehranstalt in Reichstadt. Eine Augenerkrankung zwang ihn, vorzeitig in den Ruhestand zu treten. Er lebte von 1935 bis zur Vertreibung im Jahre 1945 in Nestomitz, nachher in Ginselsried, Gemeinde Hochdorf, heute zu Bischofsmais im Bayerischen Wald und seit 1948 in Ebratshofen. Emil Merker wurde 1963 durch die Verleihung einer Ehrengabe des Ostdeutschen Literaturpreises der Künstlergilde e. V. (Esslingen am Neckar) ausgezeichnet; 1966 erhielt er den Sudetendeutschen Kulturpreis und im gleichen Jahr die Johannes-von-Saaz-Plakette.
Stilistische Klarheit, Sehnsucht nach Harmonie und tiefe Melancholie.

## Werke

### Gedichtbände
- „Verzückte Erde“ (1931)
- „Der Kreuzweg“ (1933)
- „Bäuerliches Jahrbüchlein“ (1939)
- „Der Bogen“ (1940)
- „Die große Trunkenheit“ (1950)
- „Das brennende Staunen“ (1958)

### Romane
- „Die Kinder“ (1933)
- „Der Weg der Anna Illing“ (1939)
- „Die wilden Geheimnisse“ (1941)
- „Herbst“ (1947)
- „Front wider den Tod“ (1954)

### Erzählungen und Novellen
- „Der junge Lehrer Erwin Moser“ (1932)
- „Der Abgrund“, (1931)
- „Der liebe Sommer“ (1941)
- „Der Winter in Buchberg“ (1943)
- „Eine Handvoll“ (1945)
- „Im Labyrinth“ (1948)
- „Spiel der Herzen“ (1949)
- „Im Widerschein des Glücks“ (1958)

- die Monographie „Adalbert Stifter“ (1939)
- die Stifter-Biographie „Das sanfte Gesetz“ (1959)
- der Lebensbericht „Unterwegs“ (1952)
- die Erinnerungen „Böhmisches Erzgebirge“ (1965, mit Illustrationen von Hermann Dietze) und „Aufbrechende Welt. Jugend in Böhmen“ (1959)